# Peperomia angustilimba
Peperomia angustilimba är en pepparväxtart som beskrevs av C. Dc.. Peperomia angustilimba ingår i släktet peperomior, och familjen pepparväxter. Inga underarter finns listade i Catalogue of Life.